# Calliostoma brunneum
Calliostoma brunneum is een slakkensoort uit de familie van de Calliostomatidae. De wetenschappelijke naam van de soort is voor het eerst geldig gepubliceerd in 1881 door Dall.